# Lavash

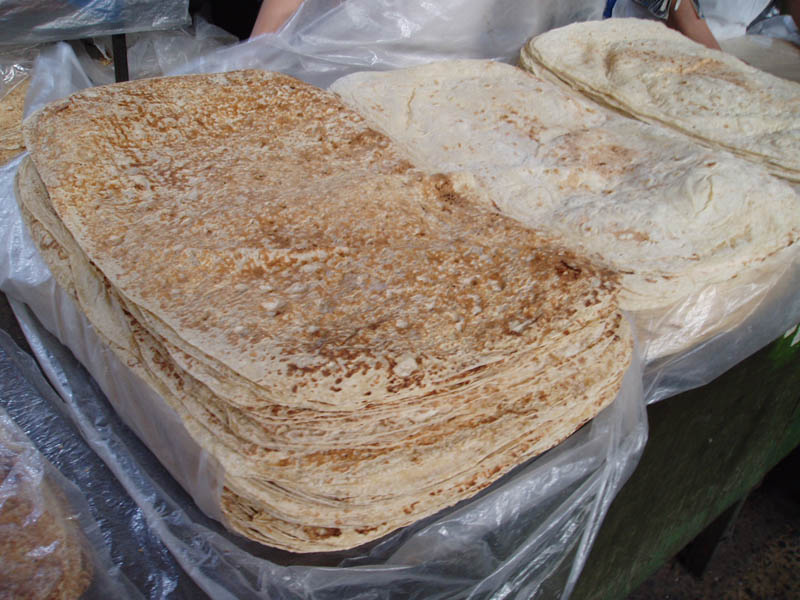
Lavash på en marknad i Jerevan.

Lavash, armeniska: լավաշ, azerbadjanska:lavaş, persiska : ﻟﻮﺍﺶ och turkiska : lavaş, är ett osyrat tunnbröd av armenisk ursprung. Det äts traditionellt i Anatolien, Kaukasien och österut till Iran.

## Framställning
I sin ursprungliga form består brödet enbart av de tre ingredienserna mjöl, salt och vatten. Degen plattas ut tunt och placeras på stora plana ytor i ugnen. Färsk lavash är mjuk och formbar, men den torkar lätt.
Brödet, i dess färska form, används till att linda in och servera kebab och falafel med grönsaker i. Inom den armeniska apostoliska kyrkan används torkad lavash som oblat. Inom det azerbajdzjanska köket kan man göra durmek av den, ingefär som en rulle, med smör, ost, och andra produkter.